# قاسم‌آباد (دامغان)
قاسم‌آباد روستایی در دهستان قهاب رستاق بخش امیرآباد شهرستان دامغان استان سمنان ایران است.

## جمعیت
بر پایه سرشماری عمومی نفوس و مسکن در سال ۱۳۹۵ جمعیت این مکان۴۵۰  نفر (۱۶۰خانوار) بوده‌است.